# Buskowianka
Buskowianka - uzdrowiskowa woda mineralna wytwarzana w Busku-Zdroju od 1960 r. w dwóch rodzajach: Buskowianka Zdrój i Buskowianka. W 2002 r. Buskowianka została wybrana w drodze przetargu i jest dostarczana na posiedzenia Rady Ministrów.

## Buskowianka
To woda stołowa uzyskiwana poprzez zmieszanie naturalnej wody źródlanej z naturalną wodą mineralną o wysokim stopniu zmineralizowania. Jest bogata w mikroelementy, skutecznie gasi pragnienie i uzupełnia niedobory soli mineralnych w organizmie.
Woda pochodzi z pokładu margli kredowych, ze złóż podziemnych, izolowanych od środowiska zewnętrznego. Posiada naturalną czystość pod względem chemicznym i mikrobiologicznym. Wykazuje stałość składu chemicznego.  
Pozyskiwana jest z dwóch odwiertów:
- "Nowy Nurek" - eksploatowana jest z głębokości 30 m. Zawiera rozpuszczone składniki mineralne, głównie wodorowęglany i siarczany wapnia oraz magnezu.
- "Henryk" - dostarcza wodę z głębokości 500 m. Zawiera rozpuszczone składniki mineralne, zwłaszcza chlorek sodowy, amon, fluorki i bromki[1].

### Skład chemiczny w mg/l
- Kationy:
  - Na+: 320,00
  - K+: 14,50
  - Mg2+: 47,05
  - Ca2+: 121,20
- Aniony:
  - Cl-: 496,34
  - SO42-: 179,00
  - J-: 0,53
  - Br-: 2,66
  - HCO3-: 404,24

- Suma składników mineralnych: 1638,80 mg/litr

## Buskowianka Zdrój
Jest naturalna woda źródlana, akratopega z ujęcia "Nowy Nurek" w Busku-Zdroju, czerpana z pokładu margli kredowych. Nadaje się do picia i przygotowywania posiłków. Posiada certyfikat "Najwyższa Jakość Małopolska", otrzymała wiele nagród, między innymi: Złoty Medal Polagra`95 Poznań, Złoty Medal Eurodrink`97 Łódź.

### Skład chemiczny w mg/l
- Kationy
  - Na+: 33,00
  - K+: 8,00
  - Mg2+: 32,25
  - Ca2+: 119,28
- Aniony
  - Cl-: 35,81
  - SO42-: 155,60
  - HCO3-: 391,12

- Suma składników mineralnych: 810,23 mg/litr
- Nasycenie dwutlenkiem węgla: 2500 mgCO2/litr

Zarówno Buskowianka, jak i Buskowianka Zdrój w naturalny sposób uzupełniają gospodarkę mineralną organizmu, dodają sił witalnych, przeciwdziałają zmęczeniu, uspokajają i uczestniczą w przemianie materii. Pomagają w leczeniu schorzeń metabolicznych takich jak cukrzyca, dna moczanowa, miażdżyca. Wzmacniają układ odpornościowy organizmu.